# Marathon de Pikes Peak
Le marathon de Pikes Peak (en anglais : Pikes Peak Marathon) est une épreuve de skyrunning et de course en montagne reliant la ville de Manitou Springs au sommet du pic Pikes dans l'État du Colorado aux États-Unis. L'ascension a été créée en 1936 et le marathon en 1956.

## Histoire

### Débuts
En 1936, le chemin de fer à crémaillère du Pic Pikes cède la propriété de la route menant au sommet du pic Pikes au service des forêts des États-Unis. Ce dernier en fait une route publique et supprime le péage. Pour célébrer cette nouvelle liberté, une course à pied est organisée le 28 juin 1936. Partant depuis la ville de Manitou Springs, le parcours emprunte le Barr Trail (en) et atteint le sommet. 27 coureurs prennent le départ et seuls les deux tiers atteignent la ligne d'arrivée, dont une seule femme. Après cette première édition, la course ne connaît pas de suite immédiate,.
Ardent défenseur de la lutte anti-tabagisme, le Dr Arne Suominen souhaite mettre au défi les fumeurs sportifs afin de démontrer que le tabac est nocif et diminue les capacités physiques. En 1956, il profite des célébrations des 150 ans de la découverte du pic Pikes par Zebulon Pike pour créer une épreuve unique en son genre, un marathon qui atteint le sommet du pic Pikes et en redescend en empruntant le même parcours que celui de l'ascension de 1936. Il souhaite voir s'affronter des coureurs fumeurs et non-fumeurs pour démontrer que les premiers sont désavantagés sur le plan physique. Quatorze coureurs prennent le départ dont trois fumeurs. Parmi ces derniers figure Lou Willie, vainqueur de l'ascension en 1936, qui fume environ deux paquets de cigarettes par jour. Redouté par Arne Suominen, ce dernier atteint le sommet le premier mais il ne termine pas le marathon et est disqualifié. Monte Wolford remporte la course et Arne Suominen termine troisième. Seuls quatre non-fumeurs terminent la course et aucun fumeur, prouvant ainsi le point du médecin,,.
Arrivée à Manitou Springs avec son mari en 1957, Arlene Pieper y ouvre un studio de fitness. Pour promouvoir son studio, son mari lui suggère de participer au marathon afin de se faire connaître. En 1958, Arlene Pieper est la première femme à prendre le départ du marathon, elle atteint le sommet en 5 h 59 min 18 s mais s'y arrête et ne termine pas la course. Contrariée par cet échec, elle s'entraîne plus activement et s'aligne à nouveau l'année suivante, accompagnée par sa fille Kathie âgée de 9 ans. Arlene Pieper parvient à compléter la boucle en 9 h 16 min 0 s, devenant ainsi la première femme à terminer officiellement un marathon aux États-Unis. Sa fille Kathie effectue seulement l'ascension. Elle la termine en 5 h 44 min 52 s, se classant troisième et devenant la plus jeune concurrente classée. L'exploit d'Arlene Pieper passe inaperçu et sombre dans l'oubli jusqu'à ce que les organisateurs la retrouvent en 2009 pour fêter les 50 ans de sa victoire,.
La course subit cependant des critiques car le parcours est plus court que celui d'un marathon. En 1960, l'arrivée est déplacée à l'intersection de Manitou Avenue et Ruxton Avenue. En 1976, le départ est déplacé de la gare du chemin de fer à crémaillère à l'hôtel de ville de Manitou Springs pour atteindre la distance de 42,195 km.
En 1981, la participation est telle que les organisateurs décident de séparer l'ascension du marathon pour éviter les embouteillages sur le parcours. L'ascension est courue le samedi et le marathon le dimanche. Cette année, Lynn Bjorklund établit le record féminin du parcours à 4h15 qui tient pendant 37 ans.
En 1988, l'Américain Matt Carpenter remporte la première de ses douze victoires. Il réédite son exploit en 1989 mais connaît ensuite de moins bons résultats. Il développe une véritable obsession pour la course. Il déménage à Manitou Springs et s'entraîne spécifiquement pour les courses en haute altitude. Il participe notamment aux premières saisons de la Fila Skyrunner Series où il retrouve le Mexicain Ricardo Mejía. Les deux hommes se livrent à un véritable duel sur le marathon de Pikes Peak, remportant presque toutes les victoires entre 1988 et 1998,. Après une bonne saison 1993 marquée notamment par un passage en Suisse avec une victoire à Thyon-Dixence et une cinquième place à Sierre-Zinal, Matt Carpenter s'élance confiant pour la sixième fois sur le marathon. Se sentant pousser des ailes, il réalise une course parfaite et atteint le sommet dans le temps record de 2 h 1 min 16 s. Poursuivant sur son rythme soutenu, il atteint la ligne d'arrivée en 3 h 16 min 39 s, réalisant ainsi un véritable exploit en signant le record du parcours qui tient toujours,.

### Internationalisation
Le parcours exigeant du marathon, situé en altitude, suscite l'intérêt de la Fédération du sport en altitude qui sélectionne l'événément pour intégrer le calendrier de la Skyrunner World Series 2004. L'épreuve s'internationalise ainsi, attirant les spécialistes européens de la discipline. Néanmoins, ces derniers se heurtent aux différences de règlement. Habitué à dévaler les pentes sans pour autant suivre le chemin, l'Espagnol Agustí Roc franchit le premier la ligne d'arrivée. Le règlement du marathon de Pikes Peak interdisant formellement aux coureurs de prendre des raccourcis, il est disqualifié et la victoire revient à l'Américain Galen Burrell.
En 2006, le marathon est sélectionné pour être l'hôte du Challenge mondial de course en montagne longue distance. Annoncé comme favori mais anxieux d'affronter un plateau relevé, Matt Carpenter est victime d'une crise de nerfs la veille de la course qui lui donne de violentes crampes d'estomac. Il perd près de 2 kg. Néanmoins, il fait étalage de son talent et domine la course pour décrocher le titre en remportant sa septième victoire. Chez les femmes, l'Australienne Emma Murray défend avec succès sa couronne mondiale.
Le Challenge mondial de course en montagne longue distance 2010 fait à nouveau escale à Manitou Springs mais cette fois sur l'épreuve de l'ascension. Glenn Randall et Brandy Erholtz sont titrés.
Pour s'assurer d'une présence internationale et continuer à attirer les coureurs de haut niveau, les organisateurs proposent des primes de victoires plus conséquentes à partir de 2012, notamment grâce à l'aide de sponsors. Des primes aux temps et aux records sont également introduites, permettant aux meilleurs d'empocher jusqu'à 18 000 $ sur l'ensemble du week-end.
L'édition 2013 accueille les championnats des États-Unis de trail marathon. Alex Nichols termine deuxième derrière le Japonais Toru Miyahara et décroche le titre. Chez les femmes, Stevie Kremer s'impose.
En 2014, l'ascension accueille à nouveau le Challenge mondial de course en montagne longue distance. Les Américains Sage Canaday et Allie McLaughlin remportent le titre.
Le marathon rejoint le calendrier inaugural de la Golden Trail Series en 2018, confirmant son statut d'épreuve célèbre. Durant cette année, les organisateurs décident au dernier moment de raccourcir le parcours de l'ascension en raison d'une météo peu clémente au sommet. L'arrivée est donnée au Barr Camp à environ mi-parcours de la montée. Le marathon a lieu le lendemain de manière normale. L'Américaine Megan Kimmel améliore marginalement le record féminin du parcours de 12 secondes. L'année suivante, la Suissesse Maude Mathys l'explose en l'abaissant à 4 h 2 min 41 s.
L'édition 2020 voit son organisation chamboulée en raison de la pandémie de Covid-19. Le marathon peut être maintenu mais l'ascension est annulée.
Traditionnellement organisé le troisième week-end d'août depuis sa création, l'événement change de dates en 2022 et se déroule un mois plus tard, en septembre. Les raisons invoquées sont une météo plus clémente et moins de chevauchements de dates avec d'autres compétitions au Colorado.
En 2023, le Suisse Rémi Bonnet se prépare spécifiquement dans une chambre hypoxique pour l'ascension, manche de la Golden Trail World Series. Poussé par le Kényan Patrick Kipngeno, il mène la course sur un rythme soutenu malgré la neige au sommet. Il parvient à rallier l'arrivée en 2 h 0 min 20 s, battant le record de Matt Carpenter.
En 2024, de la neige au sommet contraint les organisateurs à raccourcir le parcours du marathon. Le demi-tour s'effectue au Barr Camp.

## Parcours

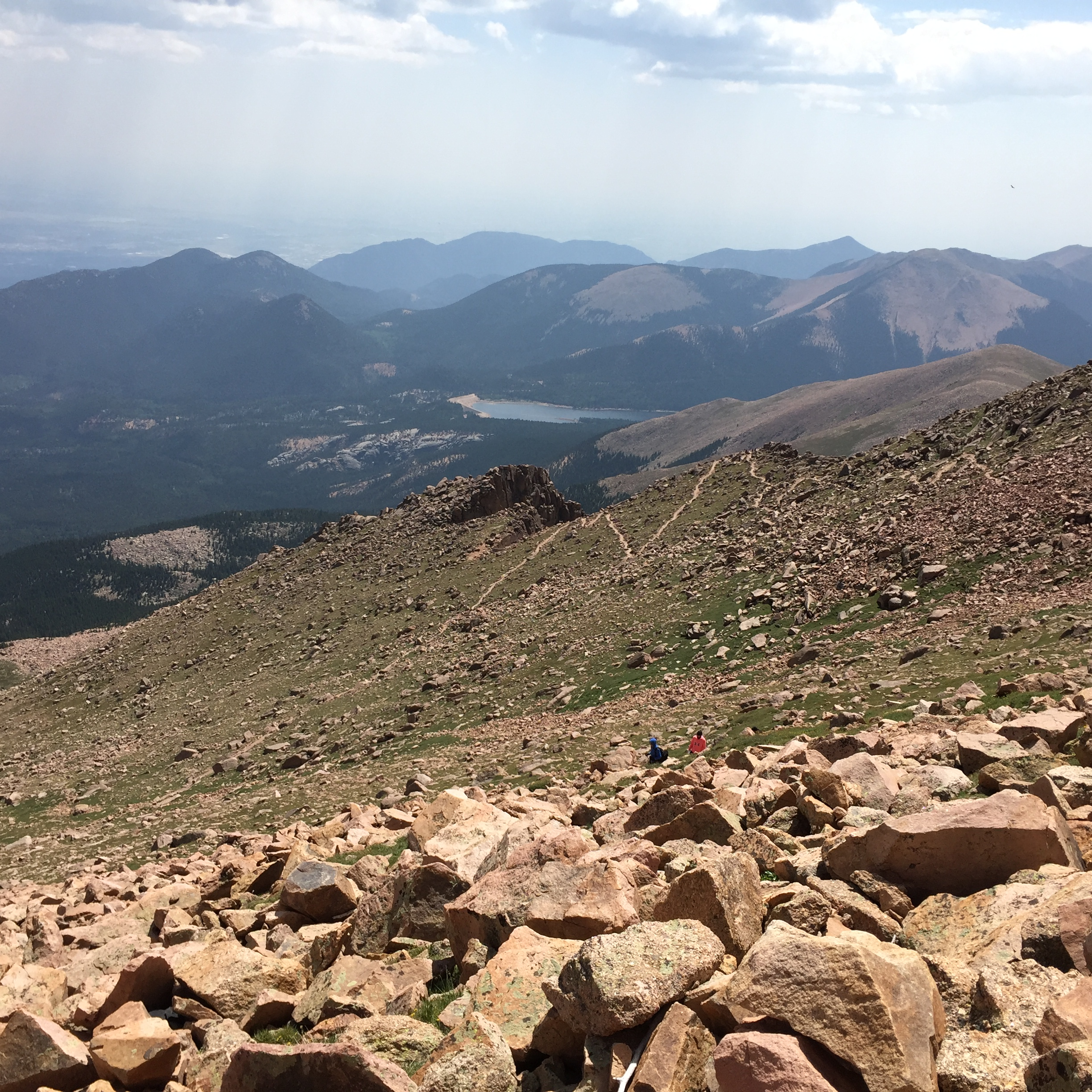
Vue de la partie supérieure du Barr Trail.

Le départ est donné devant l'hôtel de ville de Manitou Springs situé à 1 920 m d'altitude. Le parcours traverse les rues de Manitou Springs et passe devant la gare terminus du chemin de fer à crémaillère du Pic Pikes pour rejoindre le Barr Trail (en). Le parcours suite le chemin jusqu'au sommet du pic Pikes situé à 4 302 m d'altitude puis effectue la descente par le même chemin. L'ascension étant légèrement plus longue qu'un semi-marathon (21,4 km), l'arrivée n'est pas donnée au point de départ mais à 300 m de ce dernier, au carrefour de Manitou Avenue et Ruxton Avenue. Il mesure 42,2 km pour 2 382 m d'altitude.
L'ascension suit le même parcours que le marathon mais l'arrivée est donnée au sommet.

## Vainqueurs

### Marathon
| Édition | Date | Hommes | Hommes           | Hommes          | Femmes | Femmes              | Femmes          |
| ------- | ---- | ------ | ---------------- | --------------- | ------ | ------------------- | --------------- |
|         |      | Rang   | Athlète          | Temps           | Rang   | Athlète             | Temps           |
| 1re     | 1956 | 1er    | Monte Wolford    | 5 h 39 min 58 s |        |                     |                 |
| 2e      | 1957 | 1er    | Monte Wolford    | 5 h 15 min 53 s |        |                     |                 |
| 3e      | 1958 | 1er    | Calvin Hansen    | 4 h 29 min 40 s |        |                     |                 |
| 4e      | 1959 | 1er    | Calvin Hansen    | 4 h 20 min 18 s | 14e    | Arlene Pieper       | 9 h 16 min 0 s  |
| 5e      | 1960 | 1er    | Calvin Hansen    | 4 h 14 min 25 s |        |                     |                 |
| 6e      | 1961 | 1er    | Calvin Hansen    | 4 h 7 min 15 s  |        |                     |                 |
| 7e      | 1962 | 1er    | Robert Mohler    | 4 h 10 min 3 s  |        |                     |                 |
| 8e      | 1963 | 1er    | John Rose        | 4 h 1 min 22 s  |        |                     |                 |
| 9e      | 1964 | 1er    | Donald Lakin     | 4 h 3 min 33 s  |        |                     |                 |
| 10e     | 1965 | 1er    | John Rose        | 3 h 53 min 57 s |        |                     |                 |
| 11e     | 1966 | 1er    | Steve Gachupin   | 3 h 57 min 4 s  |        |                     |                 |
| 12e     | 1967 | 1er    | Steve Gachupin   | 3 h 50 min 5 s  |        |                     |                 |
| 13e     | 1968 | 1er    | Steve Gachupin   | 3 h 39 min 47 s |        |                     |                 |
| 14e     | 1969 | 1er    | Steve Gachupin   | 3 h 44 min 50 s |        |                     |                 |
| 15e     | 1970 | 1er    | Steve Gachupin   | 3 h 45 min 52 s |        |                     |                 |
| 16e     | 1971 | 1er    | Steve Gachupin   | 3 h 46 min 26 s | 51e    | Joyce Swannack      | 7 h 7 min 36 s  |
| 17e     | 1972 | 1er    | Chuck Smead      | 3 h 44 min 21 s | 43e    | Isa Varela          | 7 h 25 min 0 s  |
| 18e     | 1973 | 1er    | Rick Trujillo    | 3 h 39 min 46 s | 20e    | Joan Ullyot         | 5 h 28 min 0 s  |
| 19e     | 1974 | 1er    | Rick Trujillo    | 3 h 36 min 40 s | 50e    | Marcia Trent        | 5 h 23 min 10 s |
| 20e     | 1975 | 1er    | Rick Trujillo    | 3 h 31 min 5 s  | 49e    | Joan Ullyot         | 5 h 20 min 21 s |
| 21e     | 1976 | 1er    | Rick Trujillo    | 3 h 34 min 15 s | 46e    | Donna Messenger     | 5 h 5 min 40 s  |
| 22e     | 1977 | 1er    | Rick Trujillo    | 3 h 46 min 21 s | 113e   | Ellen O'Connor      | 5 h 50 min 9 s  |
| 23e     | 1978 | 1er    | Ken Young        | 3 h 50 min 44 s | 72e    | Donna Messenger     | 5 h 8 min 8 s   |
| 24e     | 1979 | 1er    | Chris Reveley    | 3 h 39 min 8 s  | 29e    | Sue Gladney         | 4 h 42 min 45 s |
| 25e     | 1980 | 1er    | Chris Reveley    | 3 h 45 min 52 s | 34e    | Linda Quinlisk      | 4 h 38 min 0 s  |
| 26e     | 1981 | 1er    | Al Waquie        | 3 h 26 min 17 s | 20e    | Lynn Bjorklund      | 4 h 15 min 18 s |
| 27e     | 1982 | 1er    | Al Waquie        | 3 h 29 min 53 s | 26e    | Gabriela Andersen   | 4 h 25 min 13 s |
| 28e     | 1983 | 1er    | Creighton King   | 3 h 39 min 50 s | 42e    | Margie Loyd-Allison | 4 h 39 min 59 s |
| 29e     | 1984 | 1er    | Wesley Smith     | 3 h 39 min 0 s  | 49e    | Gail Ladage Scott   | 4 h 48 min 26 s |
| 30e     | 1985 | 1er    | Creighton King   | 3 h 39 min 39 s | 26e    | Linda Quinlisk      | 4 h 37 min 32 s |
| 31e     | 1986 | 1er    | Stan Fox         | 3 h 41 min 57 s | 49e    | Margie Loyd-Allison | 4 h 55 min 43 s |
| 32e     | 1987 | 1er    | Sheldon Larson   | 3 h 41 min 56 s | 17e    | Gail Ladage Scott   | 4 h 26 min 59 s |
| 33e     | 1988 | 1er    | Matt Carpenter   | 3 h 38 min 5 s  | 17e    | Linda Quinlisk      | 4 h 29 min 59 s |
| 34e     | 1989 | 1er    | Matt Carpenter   | 3 h 39 min 26 s | 34e    | Linda Quinlisk      | 4 h 41 min 51 s |
| 35e     | 1990 | 1er    | Ricardo Mejía    | 3 h 35 min 3 s  | 34e    | Cylinda Engelman    | 4 h 44 min 18 s |
| 36e     | 1991 | 1er    | Stephen Smalzel  | 3 h 46 min 43 s | 31e    | Deborah Wagner      | 4 h 45 min 59 s |
| 37e     | 1992 | 1er    | Ricardo Mejía    | 3 h 24 min 25 s | 35e    | Jo Gathercole       | 4 h 44 min 15 s |
| 38e     | 1993 | 1er    | Matt Carpenter   | 3 h 16 min 39 s | 29e    | Karen Gorman        | 4 h 42 min 3 s  |
| 39e     | 1994 | 1er    | Martin Rodríguez | 3 h 35 min 4 s  | 12e    | Danelle Ballengee   | 4 h 24 min 38 s |
| 40e     | 1995 | 1er    | Ricardo Mejía    | 3 h 21 min 32 s | 22e    | Danelle Ballengee   | 4 h 38 min 55 s |
| 41e     | 1996 | 1er    | Ricardo Mejía    | 3 h 29 min 22 s | 10e    | Danelle Ballengee   | 4 h 36 min 52 s |
| 42e     | 1997 | 1er    | Ricardo Mejía    | 3 h 30 min 55 s | 22e    | Danelle Ballengee   | 4 h 43 min 46 s |
| 43e     | 1998 | 1er    | Matt Carpenter   | 3 h 44 min 27 s | 19e    | Mariko Shirazi      | 4 h 54 min 34 s |
| 44e     | 1999 | 1er    | Stephen Smalzel  | 3 h 49 min 9 s  | 17e    | Erica Larson-Baron  | 4 h 46 min 1 s  |
| 45e     | 2000 | 1er    | Stephen Smalzel  | 3 h 54 min 46 s | 20e    | Erica Larson-Baron  | 4 h 50 min 37 s |
| 46e     | 2001 | 1er    | Matt Carpenter   | 3 h 53 min 53 s | 16e    | Erica Larson-Baron  | 4 h 49 min 10 s |
| 47e     | 2002 | 1er    | Jesse Rickert    | 4 h 10 min 15 s | 9e     | Erica Larson-Baron  | 4 h 41 min 53 s |
| 48e     | 2003 | 1er    | Matt Carpenter   | 3 h 43 min 46 s | 4e     | Angela Mudge        | 4 h 19 min 38 s |
| 49e     | 2004 | 1er    | Galen Burrell    | 4 h 0 min 4 s   | 10e    | Erica Larson-Baron  | 4 h 28 min 27 s |
| 50e     | 2005 | 1er    | Fulvio Dapit     | 3 h 58 min 49 s | 16e    | Corinne Favre       | 4 h 31 min 20 s |
| 51e     | 2006 | 1er    | Matt Carpenter   | 3 h 33 min 7 s  | 11e    | Emma Murray         | 4 h 21 min 9 s  |
| 52e     | 2007 | 1er    | Matt Carpenter   | 3 h 48 min 41 s | 20e    | Salynda Heinl       | 5 h 0 min 42 s  |
| 53e     | 2008 | 1er    | Matt Carpenter   | 3 h 36 min 54 s | 13e    | Keri Nelson         | 4 h 39 min 0 s  |
| 54e     | 2009 | 1er    | Matt Carpenter   | 3 h 37 min 2 s  | 13e    | Anita Ortiz         | 4 h 28 min 20 s |
| 55e     | 2010 | 1er    | Matt Carpenter   | 3 h 51 min 34 s | 17e    | Keri Nelson         | 4 h 34 min 24 s |
| 56e     | 2011 | 1er    | Matt Carpenter   | 3 h 48 min 8 s  | 37e    | JoAnna Masloski     | 5 h 9 min 38 s  |
| 57e     | 2012 | 1er    | Kílian Jornet    | 3 h 40 min 26 s | 11e    | Emelie Forsberg     | 4 h 28 min 7 s  |
| 58e     | 2013 | 1er    | Toru Miyahara    | 3 h 43 min 23 s | 12e    | Stevie Kremer       | 4 h 17 min 10 s |
| 59e     | 2014 | 1er    | Marc Lauenstein  | 3 h 37 min 21 s | 29e    | Anita Ortiz         | 5 h 0 min 54 s  |
| 60e     | 2015 | 1er    | Alex Nichols     | 3 h 46 min 40 s | 9e     | Hirut Guangul       | 4 h 29 min 6 s  |
| 61e     | 2016 | 1er    | Alex Nichols     | 3 h 40 min 29 s | 17e    | Kim Dobson          | 4 h 44 min 44 s |
| 62e     | 2017 | 1er    | Rémi Bonnet      | 3 h 37 min 8 s  | 11e    | Kristina Mascarenas | 4 h 38 min 54 s |
| 63e     | 2018 | 1er    | Dakota Jones     | 3 h 32 min 20 s | 14e    | Megan Kimmel        | 4 h 15 min 4 s  |
| 64e     | 2019 | 1er    | Kílian Jornet    | 3 h 27 min 28 s | 16e    | Maude Mathys        | 4 h 2 min 41 s  |
| 65e     | 2020 | 1er    | Seth DeMoor      | 3 h 36 min 31 s | 18e    | Brittany Charboneau | 4 h 25 min 21 s |
| 66e     | 2021 | 1er    | Seth DeMoor      | 3 h 36 min 33 s | 17e    | Stevie Kremer       | 4 h 34 min 45 s |
| 67e     | 2022 | 1er    | Jonathan Aziz    | 3 h 40 min 41 s | 11e    | Kristina Mascarenas | 4 h 37 min 31 s |
| 68e     | 2023 | 1er    | Jonathan Aziz    | 3 h 43 min 45 s | 11e    | Kristina Mascarenas | 4 h 31 min 33 s |
| 69e     | 2024 | 1er    | Jonathan Aziz    | 1 h 46 min 10 s | 11e    | Sarah Guhl          | 2 h 10 min 55 s |

 Record de l'épreuve

### Ascension
| Édition | Date | Hommes                                              | Hommes                                              | Hommes                                              | Femmes                                              | Femmes                                              | Femmes                                              |
| ------- | ---- | --------------------------------------------------- | --------------------------------------------------- | --------------------------------------------------- | --------------------------------------------------- | --------------------------------------------------- | --------------------------------------------------- |
|         |      | Rang                                                | Athlète                                             | Temps                                               | Rang                                                | Athlète                                             | Temps                                               |
| 1re     | 1936 | 1er                                                 | Lou Willie                                          | 2 h 56 min 30 s                                     | 19e                                                 | Agnes Nellesen                                      | 6 h 42 min 0 s                                      |
| 2e      | 1959 |                                                     |                                                     |                                                     | 1re                                                 | Katherine Heard-Fahl                                | 5 h 17 min 52 s                                     |
| 3e      | 1960 |                                                     |                                                     |                                                     |                                                     |                                                     |                                                     |
| 4e      | 1961 | 1re                                                 | Kathleen Bernard                                    | 5 h 12 min 49 s                                     |                                                     |                                                     |                                                     |
| 5e      | 1962 | 1re                                                 | Mary Guinn Felts                                    | 4 h 15 min 29 s                                     |                                                     |                                                     |                                                     |
| 6e      | 1963 | 1re                                                 | Mary Guinn Felts                                    | 4 h 5 min 0 s                                       |                                                     |                                                     |                                                     |
| 7e      | 1964 | 2e                                                  | Peter Cornell                                       | 4 h 59 min 58 s                                     | 1re                                                 | Mary Guinn Felts                                    | 3 h 52 min 15 s                                     |
| 8e      | 1965 | 1er                                                 | Hubert Morgan                                       | 2 h 53 min 14 s                                     |                                                     |                                                     |                                                     |
| 9e      | 1966 | 1er                                                 | Jerry Duran                                         | 2 h 49 min 47 s                                     |                                                     |                                                     |                                                     |
| 10e     | 1967 | 1er                                                 | Matthew Gachupin                                    | 2 h 41 min 35 s                                     |                                                     |                                                     |                                                     |
| 11e     | 1968 | 1er                                                 | Frank Armijo                                        | 2 h 37 min 26 s                                     |                                                     |                                                     |                                                     |
| 12e     | 1969 | 1er                                                 | Mike Bair                                           | 2 h 53 min 10 s                                     |                                                     |                                                     |                                                     |
| 13e     | 1970 | 1er                                                 | Ed Grace                                            | 2 h 38 min 44 s                                     | 39e                                                 | Pamela Schmidt                                      | 7 h 21 min 0 s                                      |
| 14e     | 1971 | 1er                                                 | Steve Gachupin                                      | 2 h 17 min 23 s                                     | 117e                                                | Joyce Swannack                                      | 4 h 21 min 30 s                                     |
| 15e     | 1972 | 1er                                                 | Chuck Smead                                         | 2 h 9 min 30 s                                      | 65e                                                 | Donna Messenger                                     | 3 h 28 min 26 s                                     |
| 16e     | 1973 | 1er                                                 | Chuck Smead                                         | 2 h 7 min 38 s                                      | 62e                                                 | Joan Ullyot                                         | 3 h 14 min 44 s                                     |
| 17e     | 1974 | 1er                                                 | Chuck Smead                                         | 2 h 9 min 59 s                                      | 53e                                                 | Donna Messenger                                     | 3 h 4 min 54 s                                      |
| 18e     | 1975 | 1er                                                 | Rick Trujillo                                       | 2 h 1 min 47 s                                      | 59e                                                 | Donna Messenger                                     | 3 h 2 min 24 s                                      |
| 19e     | 1976 | 1er                                                 | Chuck Smead                                         | 2 h 5 min 22 s                                      | 25e                                                 | Lynn Bjorklund                                      | 2 h 44 min 47 s                                     |
| 20e     | 1977 | 1er                                                 | David Casillas                                      | 2 h 12 min 24 s                                     | 90e                                                 | Donna Messenger                                     | 3 h 11 min 15 s                                     |
| 21e     | 1978 | 1er                                                 | Ken Young                                           | 2 h 23 min 13 s                                     | 26e                                                 | Marty Cooksey                                       | 2 h 46 min 44 s                                     |
| 22e     | 1979 | 1er                                                 | Rick Trujillo                                       | 2 h 19 min 9 s                                      | 57e                                                 | Sue Gladney                                         | 3 h 0 min 17 s                                      |
| 23e     | 1980 | 1er                                                 | Chris Reveley                                       | 2 h 21 min 11 s                                     | 21e                                                 | Lynn Bjorklund                                      | 2 h 41 min 6 s                                      |
| 24e     | 1981 | 1er                                                 | Pat Porter                                          | 2 h 12 min 35 s                                     | 66e                                                 | Joyce Rankin                                        | 3 h 9 min 15 s                                      |
| 25e     | 1982 | 1er                                                 | Ron McCurley                                        | 2 h 17 min 18 s                                     | 24e                                                 | Diane Israel                                        | 2 h 47 min 32 s                                     |
| 26e     | 1983 | 1er                                                 | Chester Carl                                        | 2 h 12 min 54 s                                     | 17e                                                 | Lize Brittin                                        | 2 h 39 min 44 s                                     |
| 27e     | 1984 | 1er                                                 | Chester Carl                                        | 2 h 13 min 25 s                                     | 28e                                                 | Judy Chamberlin                                     | 2 h 49 min 31 s                                     |
| 28e     | 1985 | 1er                                                 | Al Waquie                                           | 2 h 10 min 6 s                                      | 24e                                                 | Judy Chamberlin                                     | 2 h 41 min 25 s                                     |
| 29e     | 1986 | 1er                                                 | Chester Carl                                        | 2 h 10 min 54 s                                     | 36e                                                 | Judy Chamberlin                                     | 2 h 52 min 11 s                                     |
| 30e     | 1987 | 1er                                                 | Scott Elliott                                       | 2 h 9 min 33 s                                      | 18e                                                 | Christine Maisto                                    | 2 h 39 min 1 s                                      |
| 31e     | 1988 | 1er                                                 | Scott Elliott                                       | 2 h 11 min 10 s                                     | 39e                                                 | Lynn Brown                                          | 2 h 48 min 39 s                                     |
| 32e     | 1989 | 1er                                                 | Scott Elliott                                       | 2 h 6 min 47 s                                      | 18e                                                 | J'ne Day-Lucore                                     | 2 h 37 min 35 s                                     |
| 33e     | 1990 | 1er                                                 | Matt Carpenter                                      | 2 h 7 min 36 s                                      | 23e                                                 | J'ne Day-Lucore                                     | 2 h 44 min 40 s                                     |
| 34e     | 1991 | 1er                                                 | Scott Elliott                                       | 2 h 11 min 58 s                                     | 41e                                                 | Allison Shayne                                      | 2 h 48 min 36 s                                     |
| 35e     | 1992 | 1er                                                 | Scott Elliott                                       | 2 h 11 min 11 s                                     | 32e                                                 | J'ne Day-Lucore                                     | 2 h 48 min 28 s                                     |
| 36e     | 1993 | 1er                                                 | Scott Elliott                                       | 2 h 13 min 39 s                                     | 20e                                                 | J'ne Day-Lucore                                     | 2 h 43 min 51 s                                     |
| 37e     | 1994 | 1er                                                 | Matt Carpenter                                      | 2 h 9 min 35 s                                      | 22e                                                 | Marie Boyd                                          | 2 h 38 min 22 s                                     |
| 38e     | 1995 | 1er                                                 | Michael Tobin                                       | 2 h 12 min 3 s                                      | 12e                                                 | Marie Boyd                                          | 2 h 44 min 36 s                                     |
| 39e     | 1996 | 1er                                                 | Martin Rodríguez                                    | 2 h 11 min 11 s                                     | 21e                                                 | Marty Cooksey                                       | 2 h 50 min 11 s                                     |
| 40e     | 1997 | 1er                                                 | Matt Carpenter                                      | 2 h 10 min 41 s                                     | 13e                                                 | Kirsten Ames                                        | 2 h 46 min 43 s                                     |
| 41e     | 1998 | 1er                                                 | Jeremy Wright                                       | 2 h 26 min 48 s                                     | 13e                                                 | Cindy O'Neill                                       | 2 h 45 min 11 s                                     |
| 42e     | 1999 | 1er                                                 | Jeremy Wright                                       | 2 h 18 min 32 s                                     | 19e                                                 | Cindy O'Neill                                       | 2 h 45 min 17 s                                     |
| 43e     | 2000 | 1er                                                 | Scott Elliott                                       | 2 h 16 min 0 s                                      | 19e                                                 | Cindy O'Neill                                       | 2 h 50 min 52 s                                     |
| 44e     | 2001 | 1er                                                 | Matt Carpenter                                      | 2 h 16 min 13 s                                     | 23e                                                 | Anita Ortiz                                         | 2 h 47 min 9 s                                      |
| 45e     | 2002 | 1er                                                 | Matt Carpenter                                      | 2 h 23 min 22 s                                     | 14e                                                 | Anita Ortiz                                         | 2 h 44 min 33 s                                     |
| 46e     | 2003 | 1er                                                 | Simon Gutierrez                                     | 2 h 13 min 29 s                                     | 21e                                                 | Anita Ortiz                                         | 2 h 52 min 11 s                                     |
| 47e     | 2004 | 1er                                                 | Scott Elliott                                       | 2 h 23 min 31 s                                     | 10e                                                 | Anita Ortiz                                         | 2 h 44 min 58 s                                     |
| 48e     | 2005 | 1er                                                 | Ryan Hafer                                          | 2 h 21 min 30 s                                     | 20e                                                 | Lisa Goldsmith                                      | 2 h 50 min 2 s                                      |
| 49e     | 2006 | 1er                                                 | Simon Gutierrez                                     | 2 h 18 min 6 s                                      | 21e                                                 | Lisa Goldsmith                                      | 2 h 46 min 7 s                                      |
| 50e     | 2007 | 1er                                                 | Matt Carpenter                                      | 2 h 12 min 56 s                                     | 15e                                                 | María Portilla                                      | 2 h 35 min 46 s                                     |
| 51e     | 2008 | 1er                                                 | Simon Gutierrez                                     | 2 h 18 min 9 s                                      | 15e                                                 | Brandy Erholtz                                      | 2 h 41 min 26 s                                     |
| 52e     | 2009 | 1er                                                 | Tim Parr                                            | 2 h 12 min 32 s                                     | 14e                                                 | Megan Kimmel                                        | 2 h 40 min 16 s                                     |
| 53e     | 2010 | 1er                                                 | Glenn Randall                                       | 2 h 9 min 28 s                                      | 27e                                                 | Brandy Erholtz                                      | 2 h 41 min 38 s                                     |
| 54e     | 2011 | 1er                                                 | Mario Macias                                        | 2 h 8 min 57 s                                      | 12e                                                 | Kim Dobson                                          | 2 h 34 min 7 s                                      |
| 55e     | 2012 | 1er                                                 | Jason Delaney                                       | 2 h 13 min 18 s                                     | 6e                                                  | Kim Dobson                                          | 2 h 24 min 58 s                                     |
| 56e     | 2013 | 1er                                                 | Eric Blake                                          | 2 h 13 min 45 s                                     | 13e                                                 | Kim Dobson                                          | 2 h 41 min 43 s                                     |
| 57e     | 2014 | 1er                                                 | Sage Canaday                                        | 2 h 10 min 3 s                                      | 28e                                                 | Allie McLaughlin                                    | 2 h 33 min 42 s                                     |
| 58e     | 2015 | 1er                                                 | Toru Miyahara                                       | 2 h 15 min 42 s                                     | 11e                                                 | Kim Dobson                                          | 2 h 40 min 44 s                                     |
| 59e     | 2016 | 1er                                                 | Joseph Gray                                         | 2 h 5 min 28 s                                      | 12e                                                 | Kim Dobson                                          | 2 h 34 min 39 s                                     |
| 60e     | 2017 | 1er                                                 | Joseph Gray                                         | 2 h 8 min 19 s                                      | 15e                                                 | Serkalem Biset Abrha                                | 2 h 42 min 19 s                                     |
| 61e     | 2018 | 1er                                                 | Azerya Teklay Weldemariam                           | 1 h 6 min 26 s                                      | 18e                                                 | Kim Dobson                                          | 1 h 15 min 48 s                                     |
| 62e     | 2019 | 1er                                                 | Joseph Gray                                         | 2 h 8 min 59 s                                      | 13e                                                 | Kim Dobson                                          | 2 h 41 min 42 s                                     |
| -       | 2020 | Course annulée en raison de la pandémie de Covid-19 | Course annulée en raison de la pandémie de Covid-19 | Course annulée en raison de la pandémie de Covid-19 | Course annulée en raison de la pandémie de Covid-19 | Course annulée en raison de la pandémie de Covid-19 | Course annulée en raison de la pandémie de Covid-19 |
| 63e     | 2021 | 1er                                                 | Joseph Gray                                         | 2 h 12 min 38 s                                     | 15e                                                 | Allie McLaughlin                                    | 2 h 49 min 40 s                                     |
| 64e     | 2022 | 1er                                                 | Rémi Bonnet                                         | 2 h 7 min 2 s                                       | 19e                                                 | Nienke Brinkman                                     | 2 h 27 min 26 s                                     |
| 64e     | 2023 | 1er                                                 | Rémi Bonnet                                         | 2 h 0 min 20 s                                      | 39e                                                 | Sophia Laukli                                       | 2 h 35 min 54 s                                     |
| 65e     | 2024 | 1er                                                 | Joseph Gray                                         | 2 h 11 min 13 s                                     | 15e                                                 | Allie McLaughlin                                    | 2 h 45 min 36 s                                     |

 Record de l'épreuve